# Puma SE
Puma SE je velika njemačka multinacionalna tvrtka koja proizvodi sportsku obuću i odjeću.

## Vanjske poveznice
- Službena stranica